# 下野宮站
下野宮站（日语：／ Shimonomiya eki */?）是位於茨城縣久慈郡大子町大字下野宮2256號，東日本旅客鐵道（JR東日本）的水郡線車站。
此站是水郡線在茨城縣內最北車站。同時是茨城縣JR線中唯一不是在東京近郊區間內的車站。

## 歷史
- 1930年（昭和5年）4月16日：車站啟用[1]。（月台為2面3線，設有貨物用引込線）
- 1987年（昭和62年）4月1日：伴隨國鐵分割民營化，車站由東日本旅客鐵道（JR東日本）營運[2]。
- 1992年（平成4年）2月20日：重建車站大樓[3]。

## 車站構造
此站是地面車站，設有1面1線的單式月台。
此站是由常陸大子站管理的無人車站。在舊月台延伸出來設有新月台（現時使用的月台）。
車站大樓在1992年建成，為一座木造蒂羅爾風建築物，大樓內設有集會所。

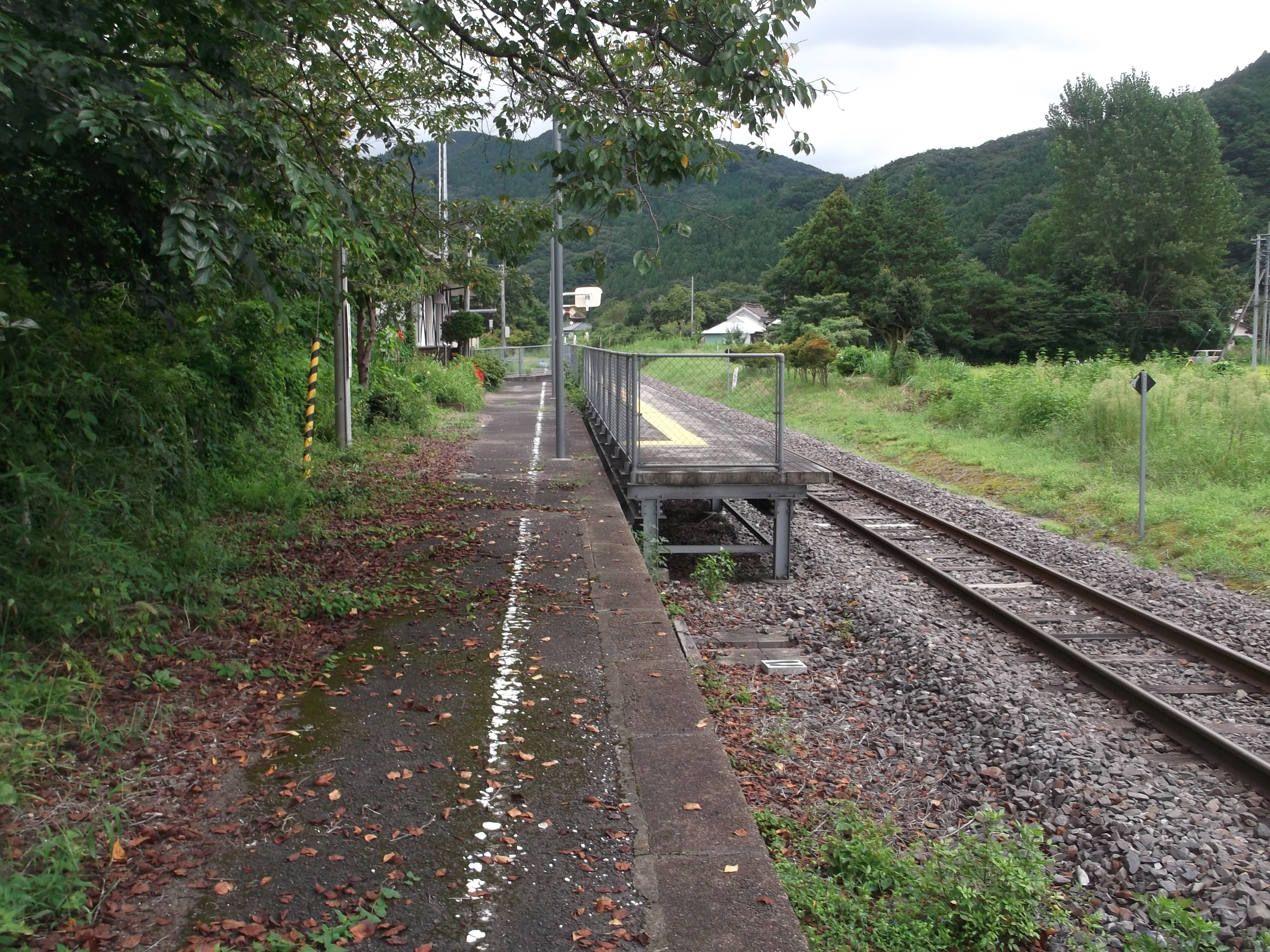
新與舊月台
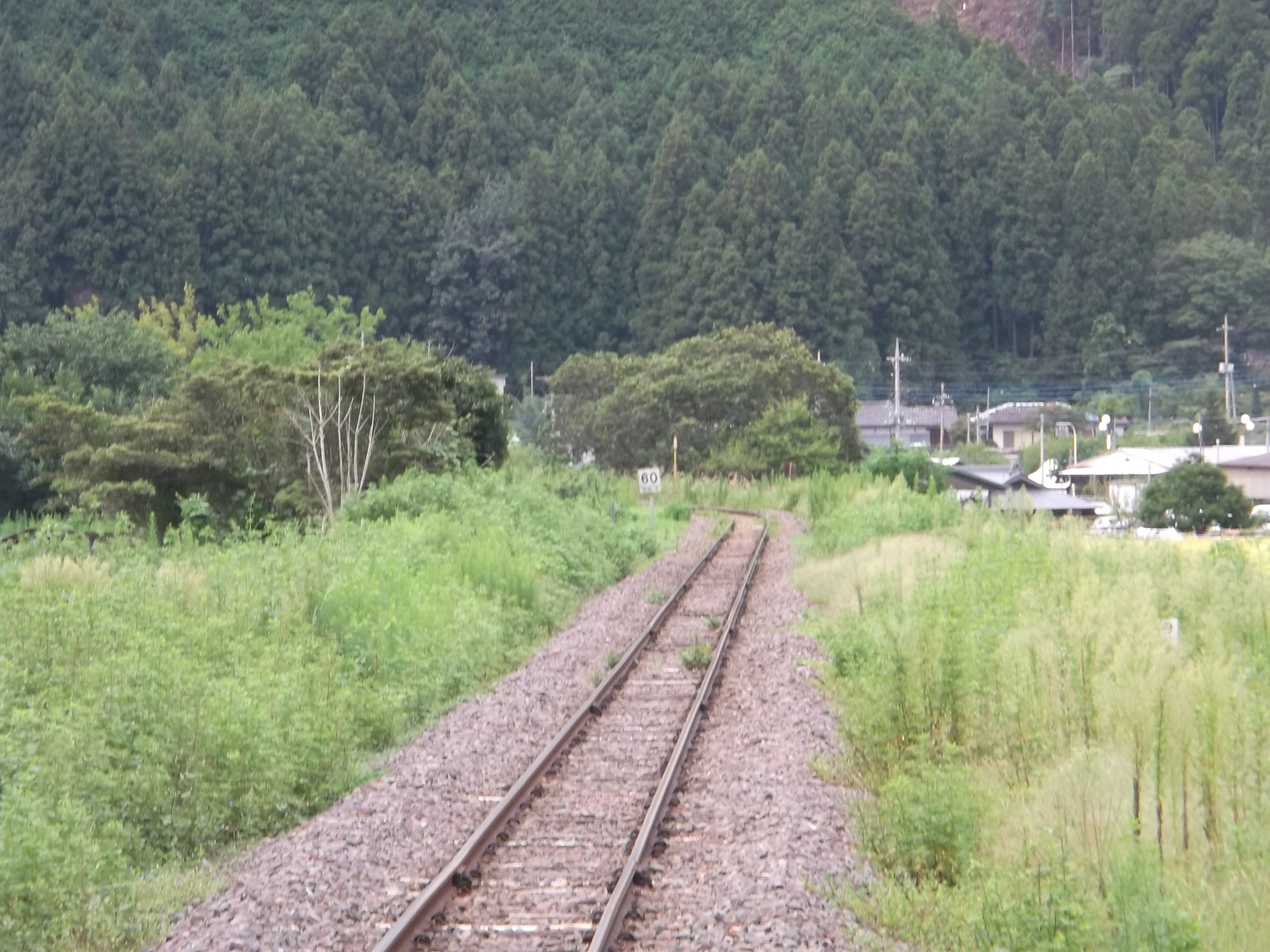
望向常陸大子站方向
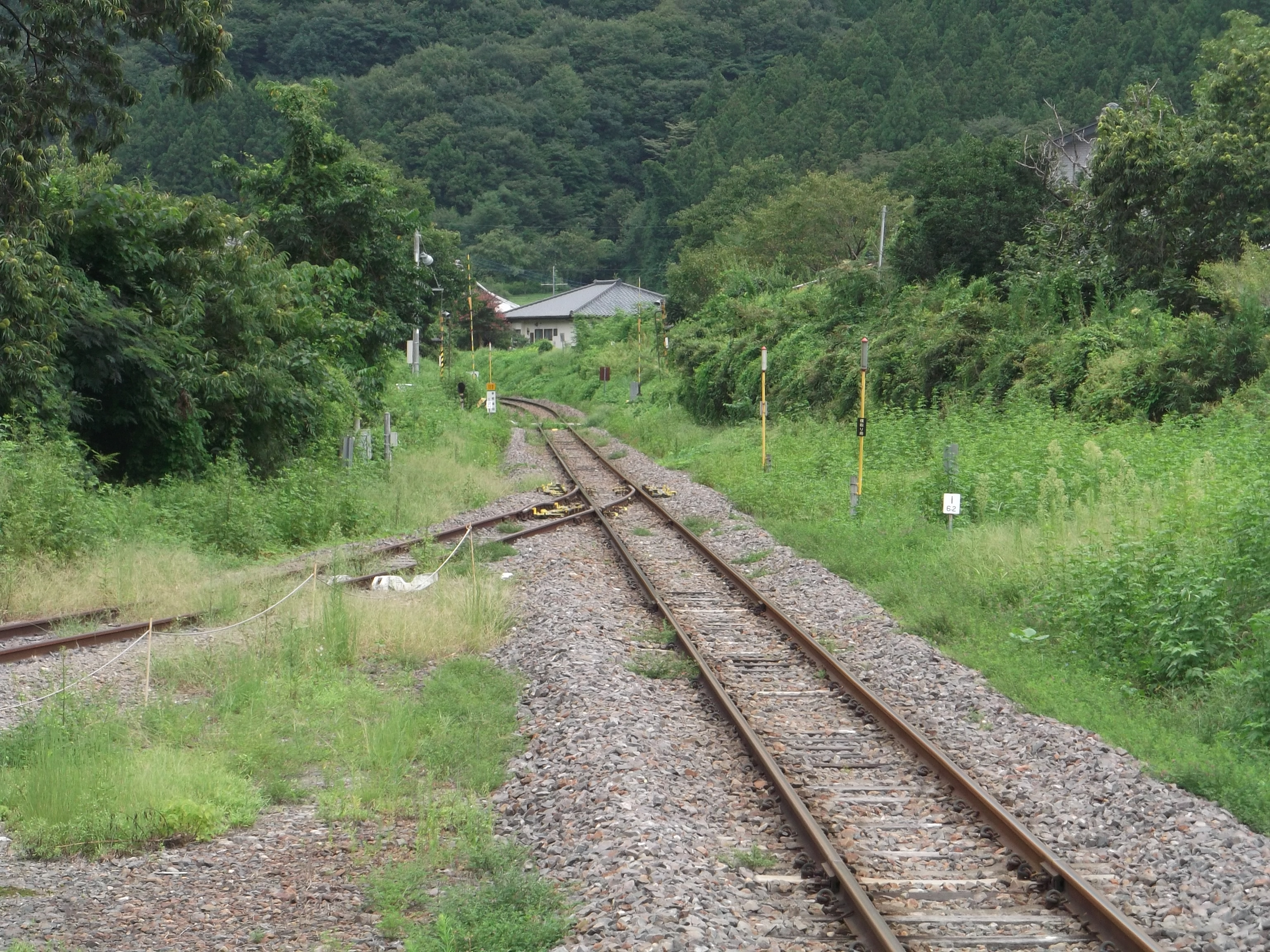
望向矢祭山站方向

## 車站周邊
- 國道118號（日语：国道118号）
- 久慈川
- 月待瀑布（日语：月待の滝）
- 大子下野宮郵局
- 茨城大學大子合宿研修所
- 大子町立下野宮小學（2009年關校）

## 相鄰車站
東日本旅客鐵道（JR東日本）
■水郡線
常陸大子－下野宮－矢祭山

## 注腳
1. ↑  「鉄道省告示第88号」『官報』1930年4月9日（國立國會圖書館數碼化收藏）
2. ↑  『交通年鑑 昭和63年版』 交通協力會，1988年3月。
3. 1 2  . 交通新聞 (交通新聞社). 1992-02-25: 2 （日语）.

## 外部連結
- 車站資訊（下野宮）：東日本旅客鐵道（日語）